# Policzna (gemeente)
De gemeente Policzna is een landgemeente in het Poolse woiwodschap Mazovië, in powiat Zwoleński.
De zetel van de gemeente is in Policzna.
Op 30 juni 2004 telde de gemeente 5936 inwoners.

## Oppervlakte gegevens
In 2002 bedroeg de totale oppervlakte van gemeente Policzna 112,35 km², waarvan:
- agrarisch gebied: 84%
- bossen: 10%

De gemeente beslaat 19,67% van de totale oppervlakte van de powiat.

## Demografie
Stand op 30 juni 2004:
| Omschrijving                   | Totaal | Totaal | Vrouwen | Vrouwen | Mannen | Mannen |
| ------------------------------ | ------ | ------ | ------- | ------- | ------ | ------ |
| eenheid                        | aantal | %      | aantal  | %       | aantal | %      |
| inwoners                       | 5936   | 100    | 3023    | 50,9    | 2913   | 49,1   |
| bevolkingsdichtheid (inw./km²) | 52,8   | 52,8   | 26,9    | 26,9    | 25,9   | 25,9   |

In 2002 bedroeg het gemiddelde inkomen per inwoner 1280,88 zł.

## Plaatsen
Aleksandrówka, Andrzejówka, Antoniówka, Biały Ług, Bierdzież, Chechły, Czarnolas, Florianów, Gródek, Jabłonów, Jadwinów, Łuczynów, Ługowa Wola, Patków, Piątków, Policzna, Stanisławów, Świetlikowa Wola, Teodorów, Wilczowola, Władysławów, Wojciechówka, Wólka Policka, Wygoda, Zawada Nowa, Zawada Stara.

## Aangrenzende gemeenten
Garbatka-Letnisko, Gniewoszów, Pionki, Przyłęk, Puławy, Zwoleń